# Solitary (Lost)
Solitary este un episod al serialului de televiziune Lost, sezonul 1.